# アルバネルペトン科
アルバネルペトン科（Albanerpetontidae）は、外見上有尾目に類似した絶滅両生類の科である。アルバネルペトン属、アノウアレルペトン属、ケルテデンス属、シラーペトン属、ウェセルペトン属、ヤクシャ属を含み、10から20の間の種が知られている。約1億6,000万前の中生代ジュラ紀中期のバトニアン期から213-200万年前の 新生代更新世初期のジェラシアン期まで生息していた。アルバネルペトン科はその小さなサイズと一般的な体制から長い間有尾目だと考えられていたが、現在ではそれらの特徴は平滑両生亜綱の祖先に由来するもので、この2グループの間の近縁関係を示すものではないと考えられている。有尾目と区別される点の1つは皮膚が皮骨鱗で覆われていることである。アルバネルペトン科は現在では現生の両生類の3目（無尾目・有尾目・無足目）とは区別された単系統群であると考えられている。いくつかの研究では無足目よりも無尾目・有尾目に近縁であるとされるが、他の研究では平滑両生亜綱クラウンクレードに含まれないということを示している。
石川県の桑島化石壁から産出した白亜紀前期のバレミアン期の化石がこの科に属するシラーペトン・イサジイShirerpeton isajiとして2018年に記載された。

## 特徴
- 外見的には陸生有尾類に似ており、柔軟な長い胴と尾、発達した四肢を持つ。指は前後肢とも4本。
- 前頭骨の要素は完全に癒合しており、穴を掘る時に頭をシャベルのように使っていたと考えられる。
- 下顎骨の左右の骨の接合面には臼状関節があり、しっかりと固定されている。
- 歯は現生両生類とは全く異なり、長く頑丈で鑿状の形をしている。
- 頸椎の最初の2つ（環椎と軸椎）の椎体は3つに分かれた関節面を持つ。
- 古生代の両生類の多くと同様に、全身の皮膚が薄い骨質の鱗に覆われている[9][10]。

## 分類
- シラーペトン属

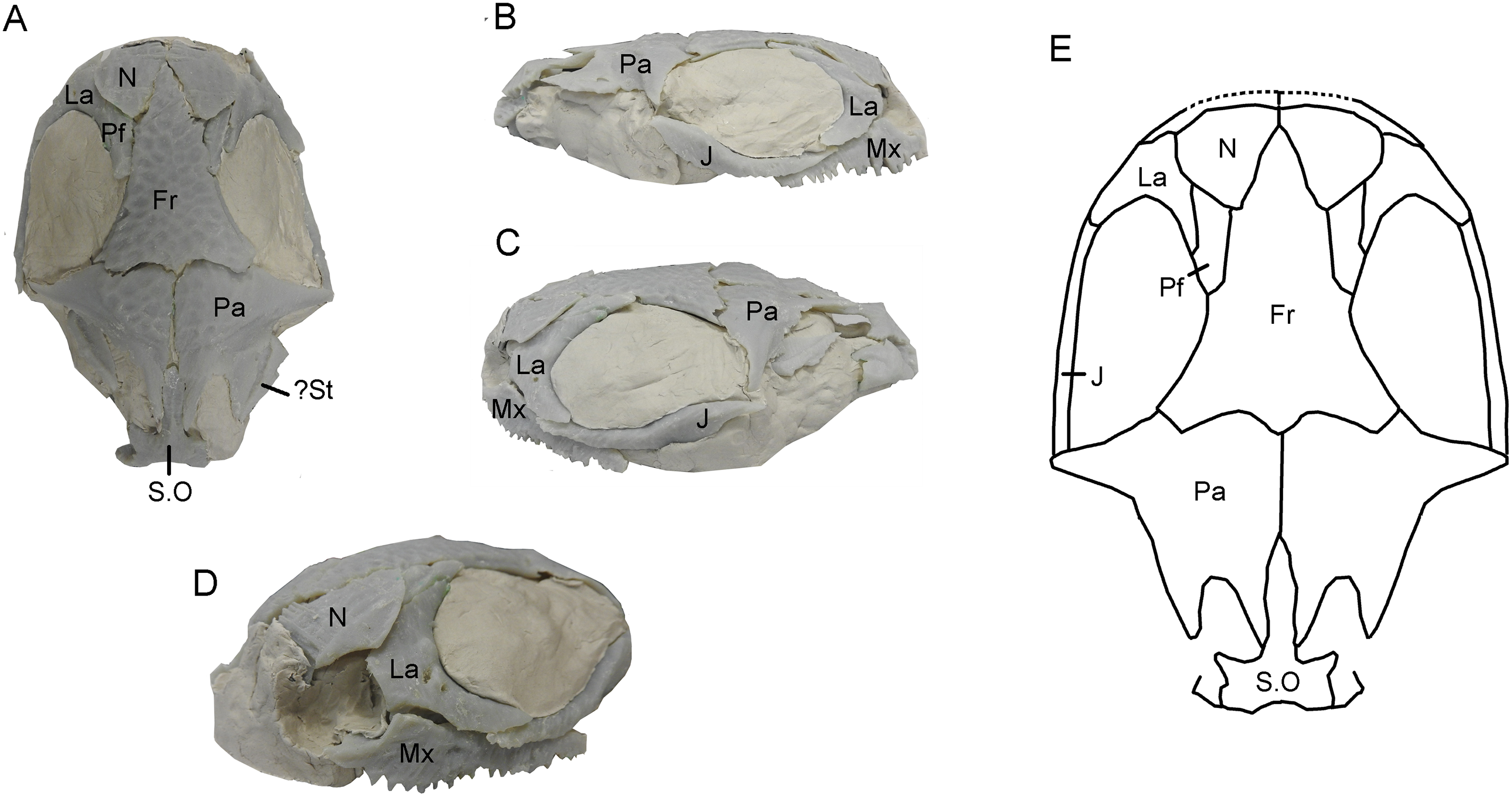
シラーペトンの頭蓋骨

Shirerpeton Matsumoto & Evans, 2018[8]
  - 種 シラーペトン・イサジイ
Shirerpeton isajii Matsumoto & Evans, 2018
  - 白亜紀前期のバレミアン期（約1億3000万年前）の日本に生息。東アジアで初めて発見された本科の化石であり、アジア最古。学名は「伊左治博士の白い這う者」の意。
- ウェセルペトン属
Wesserpeton Sweetman & Gardner 2013
  - 種 ウェセルペトン・エヴァンセ
Wesserpeton evansae Sweetman & Gardner 2013
  - イギリスのワイト島から産出。白亜紀のバレミアン期に生息。属名は「ウェセックスの這う者」の意[11]。
- アノウアレルペトン 
Anoualerpeton Gardner, Evans & Sigogneau-Russell 2003
  - 種 A・プリスクス 
A. priscus Gardner, Evans & Sigogneau-Russell 2003
  - 種 A・ウニクス 
A. unicus Gardner, Evans & Sigogneau-Russell 2003
  - ジュラ紀中期のバトニアン期のイギリスと白亜紀初期のベリアシアン期のモロッコに生息。属名は「アノウアル（モロッコの都市名。アンワールともいう）の這う者」の意。もっとも原始的とされる[12]。
- ケルテデンス属
Celtedens McGowan & Evans 1995
  - 種 C. メガケファルス
C. megacephalus (Costa 1864)
  - 種 C. イベリクス 
C. ibericus McGowan & Evans 1995
  - ジュラ紀後期のポルトガル、白亜紀初期のイギリス、白亜紀後期のスペインに生息[2]。
- アルバネルペトン属
Albanerpeton Estes & Hoffstetter 1976
  - 種 A. アルトリディオン
A. arthridion Fox & Naylor 1982
  - クレード "Gracile-snouted" 
    - 種 A. グラキリス
A. gracilis Gardner 2000
    - 種 A. キフェリイ
A. cifellii Gardner 1999
    - 種 A. ガラクチオン
A. galaktion Fox & Naylor 1982

  - クレード "Robust-snouted"
    - 種 A. ネクオスス
A. nexuosus Estes 1981
    - 種 A. パノニクス
A. pannonicus Venczel & Gardner 2005
    - 種 A. イネクスペクタトゥム
A. inexpectatum Estes & Hoffstetter 1976

  - 北アメリカ・ヨーロッパ・ウズベキスタンの幅広い環境で生息。白亜紀に出現し、南ヨーロッパに鮮新世後期、イタリア北部に更新世初期まで生存していた。この地域が現在の地中海性気候になった時点で絶滅したらしい。属名は「サン＝タルバンの這う者」の意。
- ヤクシャ属
Yaksha Daza et al, 2020[13]
  - 種 ヤクシャ・ペレッティ
Yaksha perettii Daza et al, 2020
  - 白亜紀後期のセノマニアン期（約9900万年前）のミャンマーに生息。極めて保存状態のよい琥珀化石が発見された。学名は宝物を守るというインド神話の夜叉にちなむ。カメレオンのように舌を伸ばして獲物を捕食していた。